# Ларжицен
Ларжицен (фр. Largitzen) — коммуна на северо-востоке Франции в регионе Гранд-Эст (бывший Эльзас — Шампань — Арденны — Лотарингия), департамент Верхний Рейн, округ Альткирш, кантон Мазво. До марта 2015 года коммуна административно входила в состав упразднённого кантона Ирсенг (округ Альткирш).
Площадь коммуны — 5,6 км², население — 290 человек (2006) с тенденцией к росту: 308 человек (2012), плотность населения — 55,0 чел/км².

## Население
Численность населения коммуны в 2011 году составляла 306 человек, а в 2012 году — 308 человек.
| 1962 | 1968 | 1975 | 1982 | 1990 | 1999 | 2006 | 2011 | 2012 |
| ---- | ---- | ---- | ---- | ---- | ---- | ---- | ---- | ---- |
| 250  | 237  | 243  | 263  | 264  | 276  | 290  | 306  | 308  |

Динамика населения:

## Экономика
В 2010 году из 197 человек трудоспособного возраста (от 15 до 64 лет) 152 были экономически активными, 45 — неактивными (показатель активности 77,2 %, в 1999 году — 72,3 %). Из 152 активных трудоспособных жителей работали 147 человек (82 мужчины и 65 женщин), 5 числились безработными (1 мужчина и 4 женщины). Среди 45 трудоспособных неактивных граждан 9 были учениками либо студентами, 19 — пенсионерами, а ещё 17 — были неактивны в силу других причин.
На протяжении 2011 года в коммуне числилось 123 облагаемых налогом домохозяйства, в которых проживало 304,5 человека. При этом медиана доходов составила 28725 евро на одного налогоплательщика.

## Достопримечательности (фотогалерея)

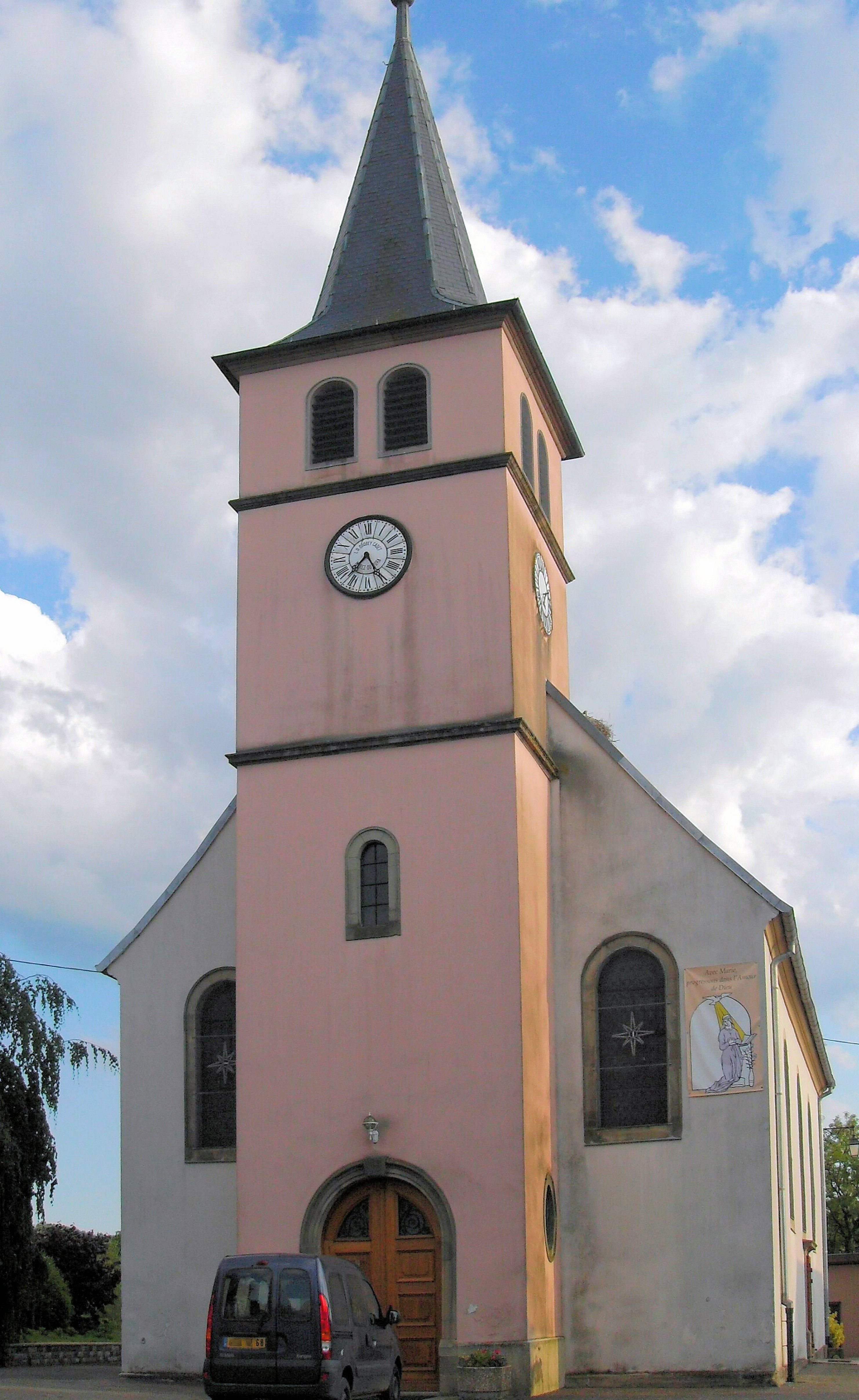
Колокольня
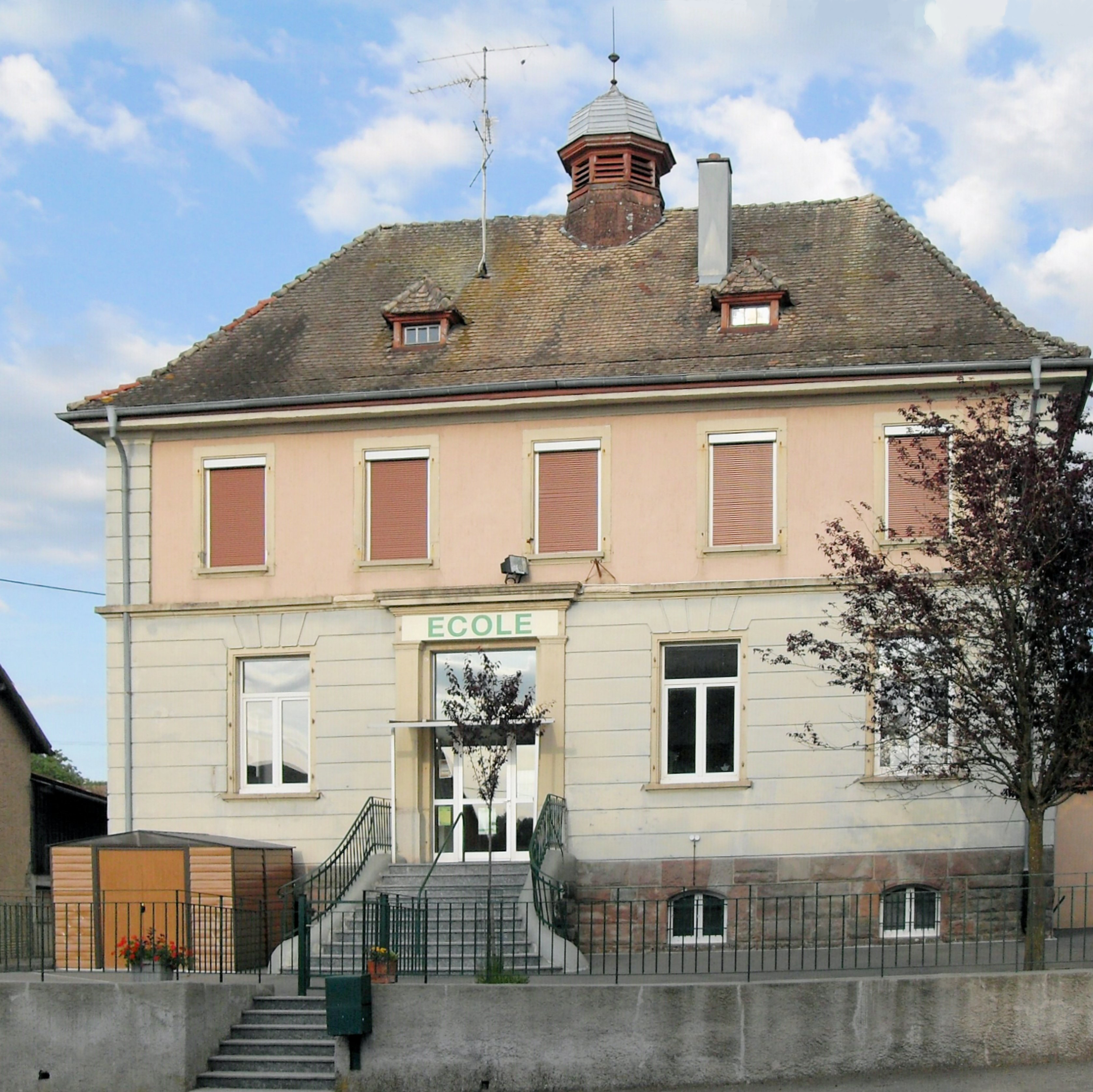
Здание школы